# Claude Kalisa
Claude Kalisa (6 juni 1977) is een voormalig Rwandees profvoetballer. Kalisa was een verdediger.

## Carrière
Kalisa kwam in z'n profcarrière uit voor Inter Star (Burundi), Rayon Sports (Rwanda), Yian Bian (China) en STVV (België). Bij die laatste club speelde hij zes jaar. Hij maakte er snel naam en faam en werd basisspeler. In 2006 kwam er interesse van enkele Belgische topclubs, maar het noodlot sloeg toe: in een interland met Rwanda liep hij een dubbele beenbreuk op. Hij revalideerde maandenlang in België en kwam vervolgens weer in de ploeg, maar na enkele wedstrijden viel hij opnieuw uit met een blessure aan de rechterknie. Kalisa werkte hard om terug te komen, maar moest eind 2006 een punt achter z'n carrière zetten.

## International
Kalisa kwam 16 keer uit voor Rwanda. In 16 interlands maakte hij 7 doelpunten.